# Isabella Gonzaga di Novellara
Isabella Gonzaga di Novellara (21 luglio 1578 – Bozzolo, 17 agosto 1630) è stata una nobile italiana.

## Biografia
Era figlia di Alfonso I Gonzaga, IV conte di Novellara e di Vittoria di Capua.
Sposò in prime nozze Ferrante Gonzaga di Gazzuolo (1550-1605), conte di Bozzolo e figlio di Carlo Gonzaga.
Dopo la morte di Ferrante, il 23 agosto 1616, andò in sposa al cugino Vincenzo II Gonzaga, VII duca di Mantova, di quasi vent'anni più giovane, che per lei aveva smesso la porpora cardinalizia, nonostante il matrimonio fosse osteggiato dal fratello Ferdinando.
Venne accusata di stregoneria e subì un processo a Roma dal quale venne assolta (1624).
Non avendo avuto eredi, alla morte di Vincenzo, nel 1627, si estinse il ramo diretto dei Gonzaga di Mantova.
Isabella Morì a Bozzolo nel 1630, nel monastero delle Vergini Agostiniane, presso le quali si era ritirata.

## Discendenza
Isabella e Ferrante ebbero otto figli:
- Scipione, principe di Bozzolo e Duca (titolare) di Sabbioneta;
- Alfonso, marchese di Pomaro;
- Carlo, governatore di Bozzolo nel 1631;
- Luigi, sposò Isabella d'Arenberg (1615-1677);
- Camillo, cavaliere al servizio della Serenissima;
- Isabella;
- Federico, militare;
- Annibale (1602-1668), principe di Bozzolo.

## Ascendenza
|                                                                   |                                          |                                              | Genitori                                                                            |  |  | Nonni |  |  | Bisnonni                                                       |  |  | Trisnonni                                              |  |
|                                                                   |                                          |                                              |                                                                                     |  |  |       |  |  | Giampietro Gonzaga, I conte di Novellara, Bagnolo e Cortenuova |  |  | Francesco I Gonzaga, IV signore di Novellara e Bagnolo |  |
|                                                                   |                                          |                                              |                                                                                     |  |  |       |  |  | Giampietro Gonzaga, I conte di Novellara, Bagnolo e Cortenuova |  |  | Francesco I Gonzaga, IV signore di Novellara e Bagnolo |  |
|                                                                   |                                          | Costanza Strozzi                             |                                                                                     |  |  |       |  |  | Giampietro Gonzaga, I conte di Novellara, Bagnolo e Cortenuova |  |  |                                                        |  |
| Alessandro I Gonzaga, II conte di Novellara, Bagnolo e Cortenuova |                                          |                                              |                                                                                     |  |  |       |  |  | Giampietro Gonzaga, I conte di Novellara, Bagnolo e Cortenuova |  |  |                                                        |  |
|                                                                   |                                          | Caterina Torelli                             | Cristoforo I Torelli, II conte di Montechiarugolo                                   |  |  |       |  |  |                                                                |  |  |                                                        |  |
|                                                                   |                                          | Caterina Torelli                             | Cristoforo I Torelli, II conte di Montechiarugolo                                   |  |  |       |  |  |                                                                |  |  |                                                        |  |
|                                                                   |                                          | Caterina Torelli                             | Taddea Pio di Carpi                                                                 |  |  |       |  |  |                                                                |  |  |                                                        |  |
| Alfonso I Gonzaga, V conte di Novellara, Bagnolo e Cortenuova     |                                          | Caterina Torelli                             |                                                                                     |  |  |       |  |  |                                                                |  |  |                                                        |  |
|                                                                   |                                          | Giberto VII da Correggio, conte di Correggio | Manfredo I da Correggio, conte di Correggio                                         |  |  |       |  |  |                                                                |  |  |                                                        |  |
|                                                                   |                                          | Giberto VII da Correggio, conte di Correggio | Manfredo I da Correggio, conte di Correggio                                         |  |  |       |  |  |                                                                |  |  |                                                        |  |
|                                                                   |                                          | Giberto VII da Correggio, conte di Correggio | Agnese Pio di Carpi                                                                 |  |  |       |  |  |                                                                |  |  |                                                        |  |
| Costanza da Correggio                                             |                                          | Giberto VII da Correggio, conte di Correggio |                                                                                     |  |  |       |  |  |                                                                |  |  |                                                        |  |
|                                                                   |                                          | Violante Pico della Mirandola                | Antonio Maria Pico della Mirandola, conte della Concordia e signore della Mirandola |  |  |       |  |  |                                                                |  |  |                                                        |  |
|                                                                   |                                          | Violante Pico della Mirandola                | Antonio Maria Pico della Mirandola, conte della Concordia e signore della Mirandola |  |  |       |  |  |                                                                |  |  |                                                        |  |
|                                                                   |                                          | Violante Pico della Mirandola                | Costanza Bentivoglio                                                                |  |  |       |  |  |                                                                |  |  |                                                        |  |
| Isabella Gonzaga di Novellara                                     |                                          | Violante Pico della Mirandola                |                                                                                     |  |  |       |  |  |                                                                |  |  |                                                        |  |
|                                                                   | Annibale di Capua, signore di Montagnano | Francesco di Capua, VII conte di Altavilla   |                                                                                     |  |  |       |  |  |                                                                |  |  |                                                        |  |
|                                                                   | Annibale di Capua, signore di Montagnano | Francesco di Capua, VII conte di Altavilla   |                                                                                     |  |  |       |  |  |                                                                |  |  |                                                        |  |
|                                                                   | Annibale di Capua, signore di Montagnano | Elisabetta Conti                             |                                                                                     |  |  |       |  |  |                                                                |  |  |                                                        |  |
| Giovanni Tommaso di Capua, I marchese della Torre Francolise      | Annibale di Capua, signore di Montagnano |                                              |                                                                                     |  |  |       |  |  |                                                                |  |  |                                                        |  |
|                                                                   |                                          | Lucrezia Acrimonte, signora di Rocca Romana  | Aniello Acrimonte, conte di Borello                                                 |  |  |       |  |  |                                                                |  |  |                                                        |  |
|                                                                   |                                          | Lucrezia Acrimonte, signora di Rocca Romana  | Aniello Acrimonte, conte di Borello                                                 |  |  |       |  |  |                                                                |  |  |                                                        |  |
|                                                                   |                                          | Lucrezia Acrimonte, signora di Rocca Romana  | Cassandra Serrisorice                                                               |  |  |       |  |  |                                                                |  |  |                                                        |  |
| Vittoria di Capua                                                 |                                          | Lucrezia Acrimonte, signora di Rocca Romana  |                                                                                     |  |  |       |  |  |                                                                |  |  |                                                        |  |
|                                                                   |                                          | Camillo Colonna, I duca di Zagarolo          | Marcello Colonna, signore di Gallicano, Zagarolo e Calabritto                       |  |  |       |  |  |                                                                |  |  |                                                        |  |
|                                                                   |                                          | Camillo Colonna, I duca di Zagarolo          | Marcello Colonna, signore di Gallicano, Zagarolo e Calabritto                       |  |  |       |  |  |                                                                |  |  |                                                        |  |
|                                                                   |                                          | Camillo Colonna, I duca di Zagarolo          | Margherita delli Monti                                                              |  |  |       |  |  |                                                                |  |  |                                                        |  |
| Faustina Colonna                                                  |                                          | Camillo Colonna, I duca di Zagarolo          |                                                                                     |  |  |       |  |  |                                                                |  |  |                                                        |  |
|                                                                   |                                          | Vittoria Colonna                             | Pierfrancesco Colonna, signore di Zagarolo                                          |  |  |       |  |  |                                                                |  |  |                                                        |  |
|                                                                   |                                          | Vittoria Colonna                             | Pierfrancesco Colonna, signore di Zagarolo                                          |  |  |       |  |  |                                                                |  |  |                                                        |  |
|                                                                   |                                          | Vittoria Colonna                             | Laura di Somma                                                                      |  |  |       |  |  |                                                                |  |  |                                                        |  |
|                                                                   |                                          | Vittoria Colonna                             |                                                                                     |  |  |       |  |  |                                                                |  |  |                                                        |  |